# Азарниково
Азарниково — деревня в Калининском районе Тверской области. Относится к Щербининскому сельскому поселению.
Расположена в 22 км к юго-востоку от Твери, на реке Инюха, к северу от деревни на реке плотина, за которой Азарниковское водохранилище (пруд).
Население по переписи 2002 года — 16 человек, 7 мужчин, 9 женщин.

## История
В Списке населенных мест 1859 года значится на левом берегу Инюхи владельческая деревня Азартниково, 8 дворов, 97 жителей. На правом берегу — казённая деревня Литвинцево, 1 двор, 4 жителя.
Во второй половине XIX — начале XX века деревня Азарниково относилась к Щербининской волости Тверского уезда и была в приходе Никольской церкви села Старый Погост.
В 1930-40-х годах деревня в составе Старо-Погостовского сельсовета Калининского района Калининской области, в деревне создан колхоз «Искра», а после Великой Отечественной войны деревня вошла в состав колхоза «Восход».
В 1997 году — 14 хозяйств, 17 жителей.